# Ewangelicki Kościół Krajowy Anhalt

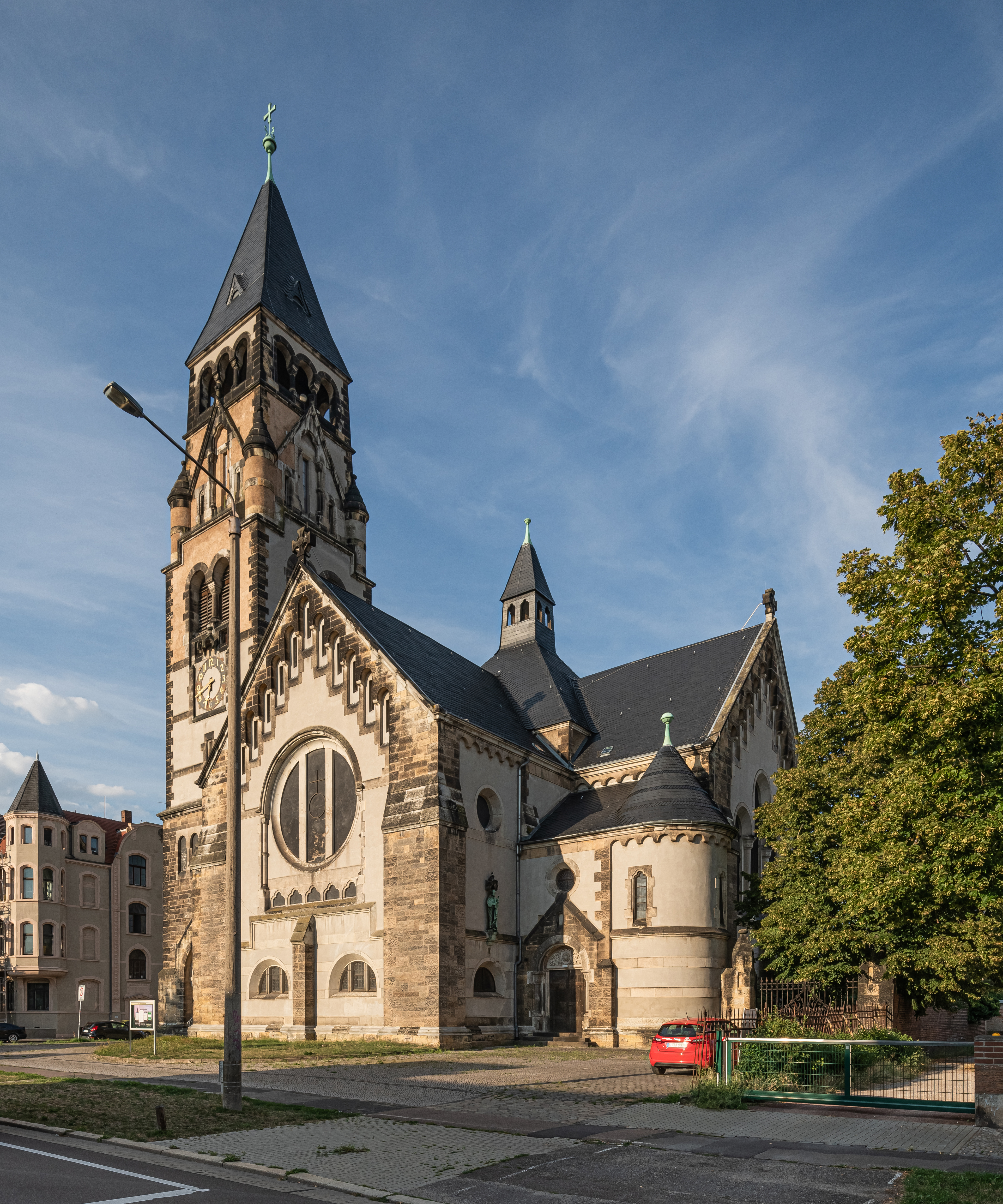
Kościół św. Piotra w Dessau-Roßlau

Ewangelicki Kościół Krajowy Anhalt (niem. Evangelische Landeskirche Anhalts) – jeden z 20 kościołów tworzących Kościół Ewangelicki w Niemczech z siedzibą w Dessau-Roßlau. Działa na terenie dawnego Księstwa Anhalt.

## Historia
Podczas swojej działalności reformatorzy Marcin Luter oraz Filip Melanchton często odwiedzali Anhalt. W 1541 wszyscy ordynowani duchowni z tego regionu byli zobowiązani do posługiwania się przekładem Biblii na język niemiecki przygotowanym przez Lutra.
Od 1578, kiedy to ordynacja księży z Anhaltu zaczęła być przeprowadzana w Zerbst/Anhalt w miejsce Wittenbergi, można mówić o działalności samodzielnego Kościoła Krajowego Anhalt. Od czasu powołania unii w 1821 zrzesza on wiernych wyznania luterańskiego oraz reformowanego.
W 1920 została zatwierdzona pierwsza ustawa kościelna, nie określała ona jednak żadnego podstawowego dokumentu konfesyjnego kościoła.
W 1960 kościół wszedł w skład Kościoła Ewangelickiego Unii (Evangelische Kirche der Union), przekształconego następnie w Unię Kościołów Ewangelickich (Union Evangelischer Kirchen), będącą częścią Kościoła Ewangelickiego w Niemczech.

## Organizacja
Kościół posiada około 29 770 wiernych, będących członkami 143 gmin kościelnych (zborów). Parafie podzielone są między pięć okręgów kościelnych z siedzibami w Ballenstedt, Bernburg (Saale), Dessau-Roßlau, Köthen (Anhalt) i Zerbst/Anhalt.
W zborach kościoła pracuje 55 duchownych oraz 40 świeckich pracowników pełnoetatowych, jak pedagodzy kościelni, osoby pracujące z młodzieżą oraz muzycy kościelni.
Najwyższą władzą kościoła krajowego jest Synod Krajowy (Landessynode), składający się z 33 delegatów wybieranych przez okręgi kościelne oraz sześciu mianowanych przez Synod. Jedną trzecią z członków Synodu stanowią duchowni. Obrady odbywają się dwa razy do roku, pomiędzy nimi trwają prace poszczególnych komisji.
Pozostałe organy wyższej władzy stanowią Rada Kościoła Krajowego (Landeskirchenrat), na której czele stoi prezydent kościoła oraz kierownictwo kościoła. 
Nadzór nad służbami w poszczególnych okręgach kościelnych sprawują duchowni zatrudnieni przez parafie na ośmioletnie kadencje. Co sześć lat wybierane są rady gmin kościelnych (Gemeindekirchenräte), delegaci na synod krajowy oraz okręgowy, a także członkowie Rady Kościoła Krajowego.

## Ekumenia i współpraca międzynarodowa
Zbory kościoła utrzymują relacje partnerskie z parafiami Zjednoczonego Kościoła Reformowanego w Wielkiej Brytanii. Status kościoła partnerskiego posiada oddział pensylwański Zjednoczonego Kościoła Chrystusa w Stanach Zjednoczonych. Partnerskie relacje prowadzone są także z Czechosłowackim Kościołem Husyckim, Ewangelickim Kościołem Krajowym Palatynatu oraz Kościołem Krajowym Lippe.